# Temnopis oculata
Temnopis oculata là một loài bọ cánh cứng trong họ Cerambycidae.